# ليه هنت
ليه هنت هو لاعب هوكي الجليد كندي، ولد في 11 أبريل 1937 في Schreiber, Ontario ‏ في كندا، وتوفي في 6 نوفمبر 2013 في ثاندر باي في كندا.

## وصلات خارجية
- ليه هنت على موقع EliteProspects.com (الإنجليزية)
- ليه هنت على موقع HockeyDB.com (الإنجليزية)